# Leontyne Price

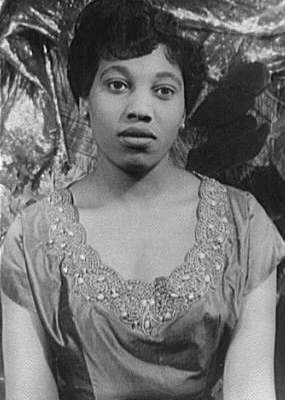
Leontyne Price 1951
Foto: Carl Van Vechten

Mary Violet Leontyne Price, född 10 februari 1927 i Laurel, Mississippi, är en US-amerikansk operasångare (sopran) med bred repertoar, mest känd för sina roller i Verdi-operor, särskilt Aida, samt George Gershwins Porgy and Bess.
Med hjälp av Paul Robeson fick hon ett stipendium till ansedda Juilliard School i New York. Hennes första stora scenframträdande var som Nanetta Ford i en studentuppsättning av Verdis Falstaff år 1952. Hennes känsla för Verdi-roller ledde vidare till nya uppdrag och på bara några år etablerade hon sig som en ny stjärna på den amerikanska operahimlen; 1957 sjöng hon för första gången titelrollen som Aida. Åren som följde medförde stora internationella framgångar för Price, något som i hemlandet sågs som en triumf över rasismen och hon var under närmare ett halvsekel en av USA:s mest uppskattade operasångare. Ett exempel på det är hennes, för klassiska sångare, rekordmånga, nitton, Grammy Awards. Hon drog sig tillbaka från operascenen 1985 men fortsatte att göra enstaka framträdanden och hennes skivor har fortsatt att sälja. År 2000 blev hon av Library of Congress utnämnd till en Living Legend för sina viktiga bidrag till det amerikanska kulturarvet.